# 菲利普 (施托尔贝格-韦尔尼格罗德)
菲利普·康斯坦丁（Phillipp Constantin，1967年6月8日—），出生于法兰克福。施瓦茨堡亲王，施托尔贝格-韦尔尼格罗德亲王。是施托尔贝格-韦尔尼格罗德亲王克里斯蒂安-亨利亲王与马尔特扎恩女男爵玛丽的第三子。
2001年4月21日，菲利普在韦尼格罗德与瓦尔德堡女伯爵卡洛琳结婚，二人同年离婚。2006年6月17日，伯爵又在Hilzingen与道格拉斯女伯爵莱昂尼尔结婚，二人现有一子二女：
- 埃伦娜（Elena，2007年－）；
- 卡尔（Carl，2009年－），亲王世子；
- 爱洛伊丝（Eloise，2012年－）。

1971年，施瓦茨堡亲王弗里德里希·京特尔去世，没有子嗣。菲利普王子作为博托伯爵的长系男性后裔根据1433年施瓦茨堡-布兰肯堡伯爵亨利二十四世与施托尔贝格伯爵博托的协议，施瓦茨堡绝嗣后，继承权归于博托的直系后裔的条款宣称继承为施瓦茨堡亲王。但至今仍有争议。
2001年12月4日，克里斯蒂安-亨利亲王去世。菲利普的两个哥哥：路德维希-克里斯蒂安王子，博尔科王子因为与平民结婚放弃继承权。菲利普成为施托尔贝格-韦尔尼格罗德亲王。